# Appendicula densifolia
Appendicula densifolia är en orkidéart som först beskrevs av Henry Nicholas Ridley, och fick sitt nu gällande namn av Henry Nicholas Ridley. Appendicula densifolia ingår i släktet Appendicula och familjen orkidéer. Inga underarter finns listade i Catalogue of Life.